# Endasys thunbergi
Endasys thunbergi är en stekelart som beskrevs av Sawoniewicz och Luhman 1992. Endasys thunbergi ingår i släktet Endasys och familjen brokparasitsteklar. Arten är reproducerande i Sverige. Inga underarter finns listade i Catalogue of Life.